# Cynomops paranus
Cynomops paranus  — вид рукокрилих родини молосових.

## Середовище проживання
Країни поширення: Аргентина, Бразилія, Колумбія, Еквадор, Французька Гвіана, Гаяна, Панама, Парагвай, Перу, Суринам. 